# Chorągiew tatarska Michała Bydłowskiego

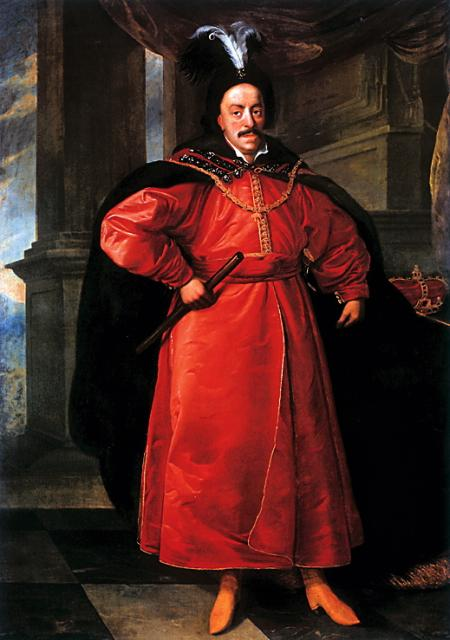
Po śmierci Jaremy Wiśniowieckiego to Jan II Kazimierz prowadził armię koronną przeciwko powstańcom kozackim

Chorągiew tatarska Michała Bydłowskiego – chorągiew tatarska jazdy koronnej połowy XVII wieku.
Rotmistrzem chorągwi był Michał Bydłowski.
Jej żołnierze brali udział w działaniach zbrojnych za czasów powstania Chmielnickiego 1648-1655.
Wchodziła w skład wojsk koronnych prowadzonych jesienią 1654 przez hetmanów Stanisława Potockiego i Stanisława Lanckorońskiego w działaniach zbrojnych wojny polsko-rosyjskiej. Wzięli udział w bitwie pod Ochmatowem.